# Takeita
Takeita (auch: Takeïta, Takieta, Takiéta) ist eine Kleinstadt in Niger. Sie ist der Hauptort der Landgemeinde Garagoumsa und des Departements Takeita in der Region Zinder.

## Geographie

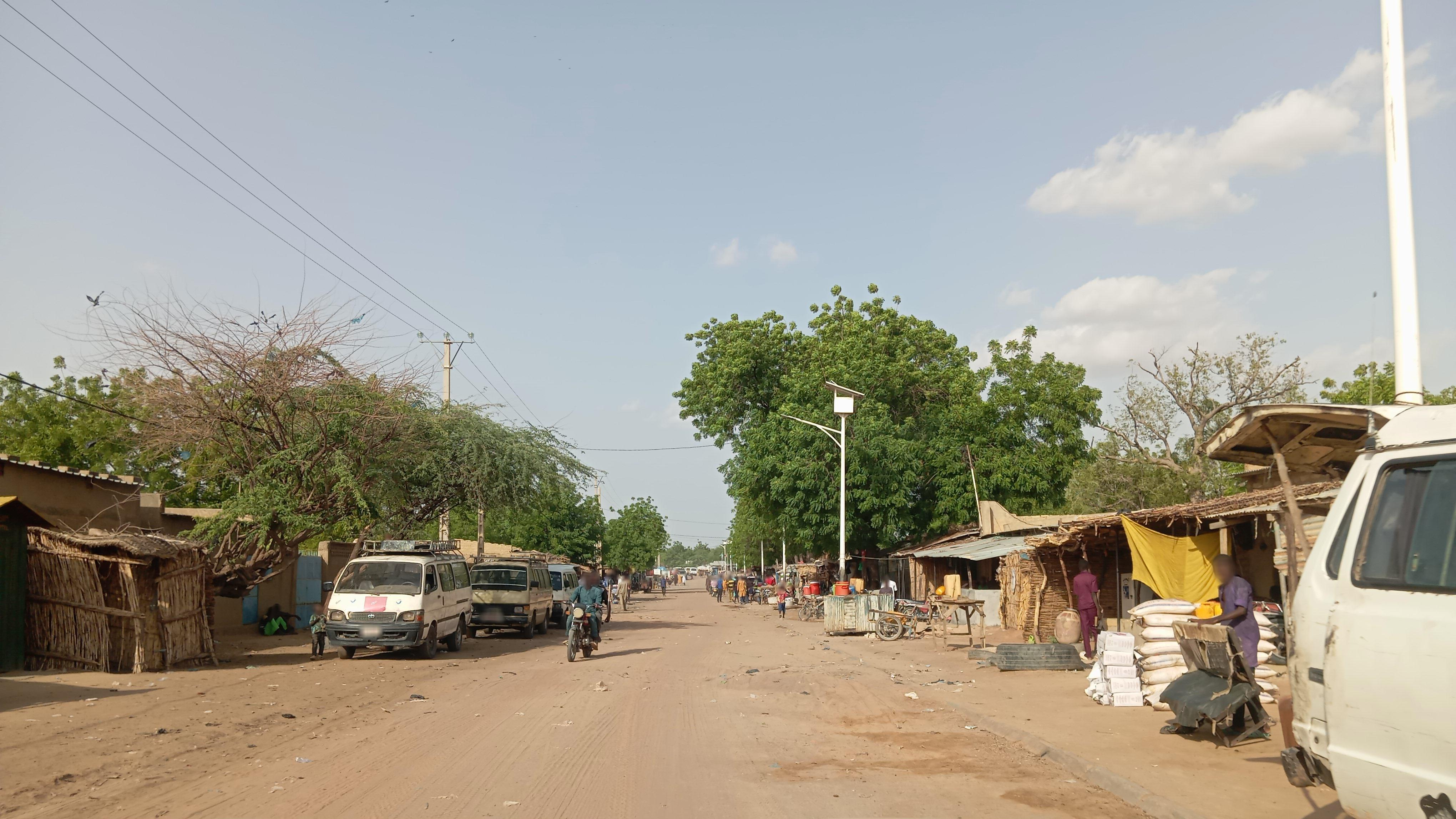
Straßenszene in Takeita (2024)

Die Stadt liegt rund 45 Kilometer westlich der Regionalhauptstadt Zinder. Zu den Siedlungen in der näheren Umgebung von Takeita zählen Toudoun Aggoua im Nordosten, Daratchama im Südosten, Kantché im Südwesten und Koundoumaoua im Westen. Takeita besteht aus vier Stadtvierteln: Takiéta, Takiéta II, Takiéta Bougage und Sabon Gari. Die jährliche Niederschlagsmenge in der Region variiert zwischen 250 und 400 mm.
Es herrscht das Klima der Sahelzone vor, mit einer durchschnittlichen jährlichen Niederschlagsmenge zwischen 300 und 400 mm. Südlich der Stadt erstreckt sich die Forêt classée de Takeita, ein 6720 Hektar großes Waldschutzgebiet. Die Unterschutzstellung erfolgte am 1. Februar 1942. Im Wald wachsen Flügelsamengewächse und Kautschukbäume.

## Geschichte

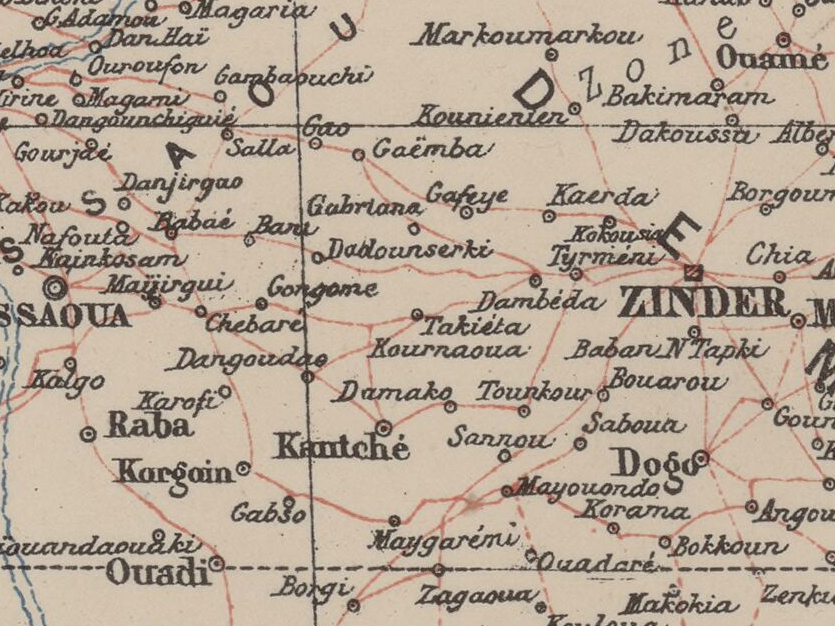
Ausschnitt einer Karte von 1903 mit Takeita (Takiéta) im Zentrum

Der britische Reiseschriftsteller A. Henry Savage Landor, der Takeita 1906 im Rahmen seiner zwölfmonatigen Afrika-Durchquerung besuchte, beschrieb die Siedlung mit ihrem prächtigen Baumbestand als reizvoll. In den 1920er Jahren galt die durch Takeita führende und 1375 Kilometer lange Piste von Niamey nach N’Guigmi als einer der Hauptverkehrswege in der damaligen französischen Kolonie Niger. Sie war in der Trockenzeit bis Guidimouni und wieder ab Maïné-Soroa von Automobilen befahrbar. Gleiches galt für die 290 Kilometer lange Piste durch Takeita zwischen den Städten Zinder und Kano.
Der Markt von Takeita war in den 1960er Jahren ein bedeutender Umschlagplatz für Erdnüsse, die damals das wichtigste Exportgut Nigers darstellten. In der Siedlung wurde 1988 ein Verwaltungsposten (poste administratif) eingerichtet, eine von einem chef de poste administratif geleitete untere Verwaltungseinheit. Bei einer Untersuchung im Jahr 1990 wurde beim Befall mit der Saugwürmer-Art Schistosoma haematobium unter den 10- bis 13-Jährigen im Ort eine Prävalenz von 88 Prozent festgestellt. Mit der Gründung der Landgemeinde Garagoumsa im Zuge einer landesweiten Verwaltungsreform im Jahr 2002 wurde Takeita zu deren Hauptort. Der Verwaltungsposten von Takeita wurde 2011 aus dem Departement Mirriah herausgelöst und zum Departement Takeita erhoben.

## Bevölkerung
Bei der Volkszählung 2012 hatte Takeita 8554 Einwohner, die in 1342 Haushalten lebten. Bei der Volkszählung 2001 betrug die Einwohnerzahl 6072 in 864 Haushalten und bei der Volkszählung 1988 belief sich die Einwohnerzahl auf 3029 in 525 Haushalten.
Die Bevölkerungsdichte in diesem Gebiet ist mit über 100 Einwohnern je Quadratkilometer hoch.

## Wirtschaft und Infrastruktur

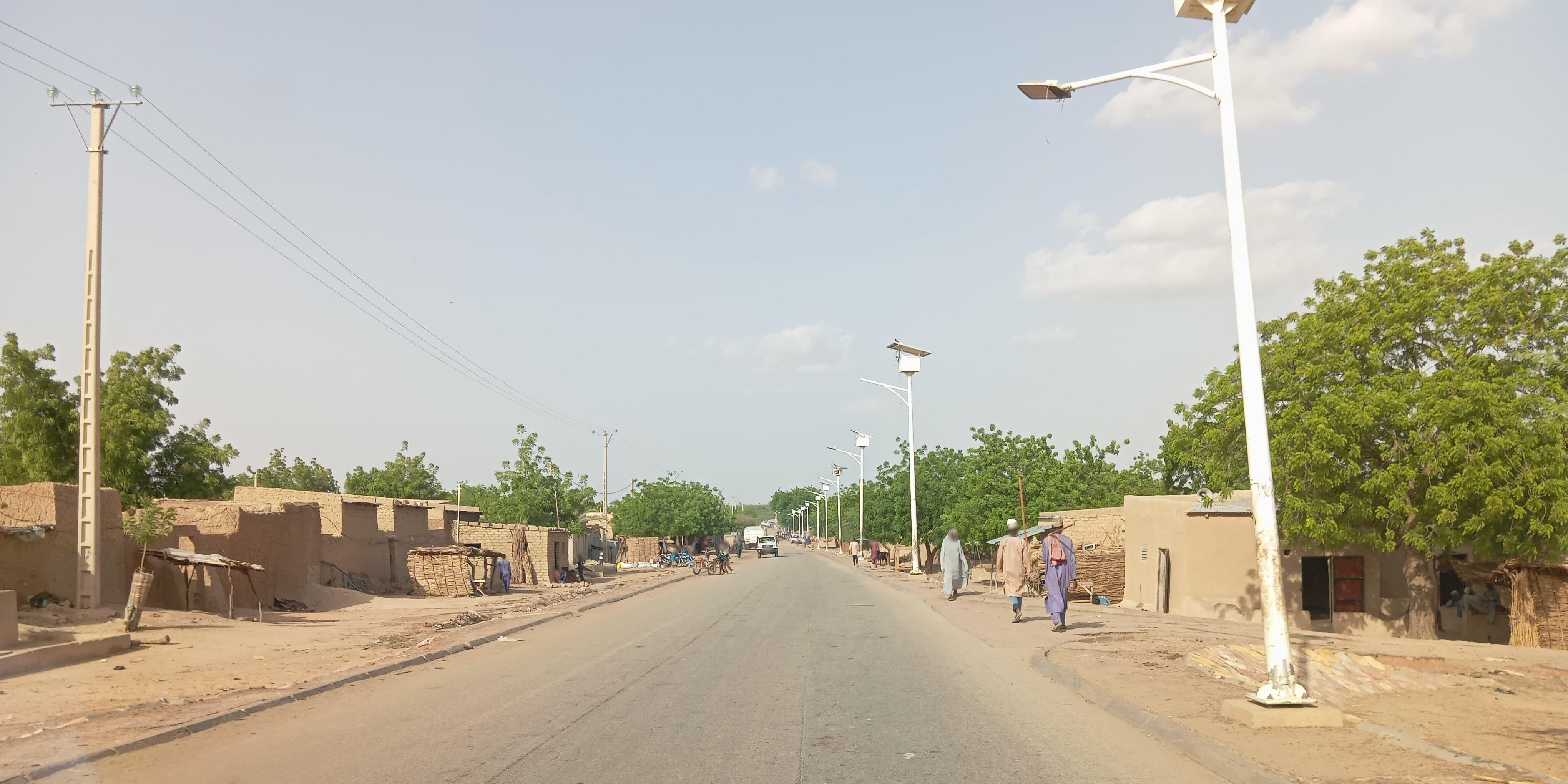
Nationalstraße 1 in Takeita (2024)

Das Gebiet der Ebenen im Süden der Region Zinder, in dem die Stadt liegt, ist von einer anhaltenden Degradation der ackerbaulichen Flächen gekennzeichnet, die mit der hohen Bevölkerungsdichte in Zusammenhang steht.  In Takeita wird ein Wochenmarkt abgehalten. Das staatliche Versorgungszentrum für landwirtschaftliche Betriebsmittel und Materialien (CAIMA) unterhält eine Verkaufsstelle im Ort. Die Niederschlagsmessstation in Takeita wurde 1981 in Betrieb genommen.
Mit einem Centre de Santé Intégré (CSI) ist ein Gesundheitszentrum vorhanden. Es wurde 1978 errichtet. Der CEG Takeita ist eine Schule der Sekundarstufe des Typs Collège d’Enseignement Général. Beim Collège d’Enseignement Technique de Takeita (CET Takeita) handelt es sich um eine technische Fachschule und beim Centre de Formation aux Métiers de Takeita (CFM Takeita) um ein Berufsausbildungszentrum.
Die asphaltierte Nationalstraße 1, die längste Fernstraße Nigers, führt durch die Stadt. Hier beginnt die 69,8 Kilometer lange asphaltierte Nationalstraße 10, die zur Staatsgrenze mit Nigeria verläuft.